# Mauritiusblåduva
Mauritiusblåduva (Alectroenas nitidissimus) är en utdöd fågel i familjen duvor inom ordningen duvfåglar. Fågeln förekom tidigare på Mauritius men är försvunnen och sågs senast 1840. IUCN kategoriserar arten som utdöd.

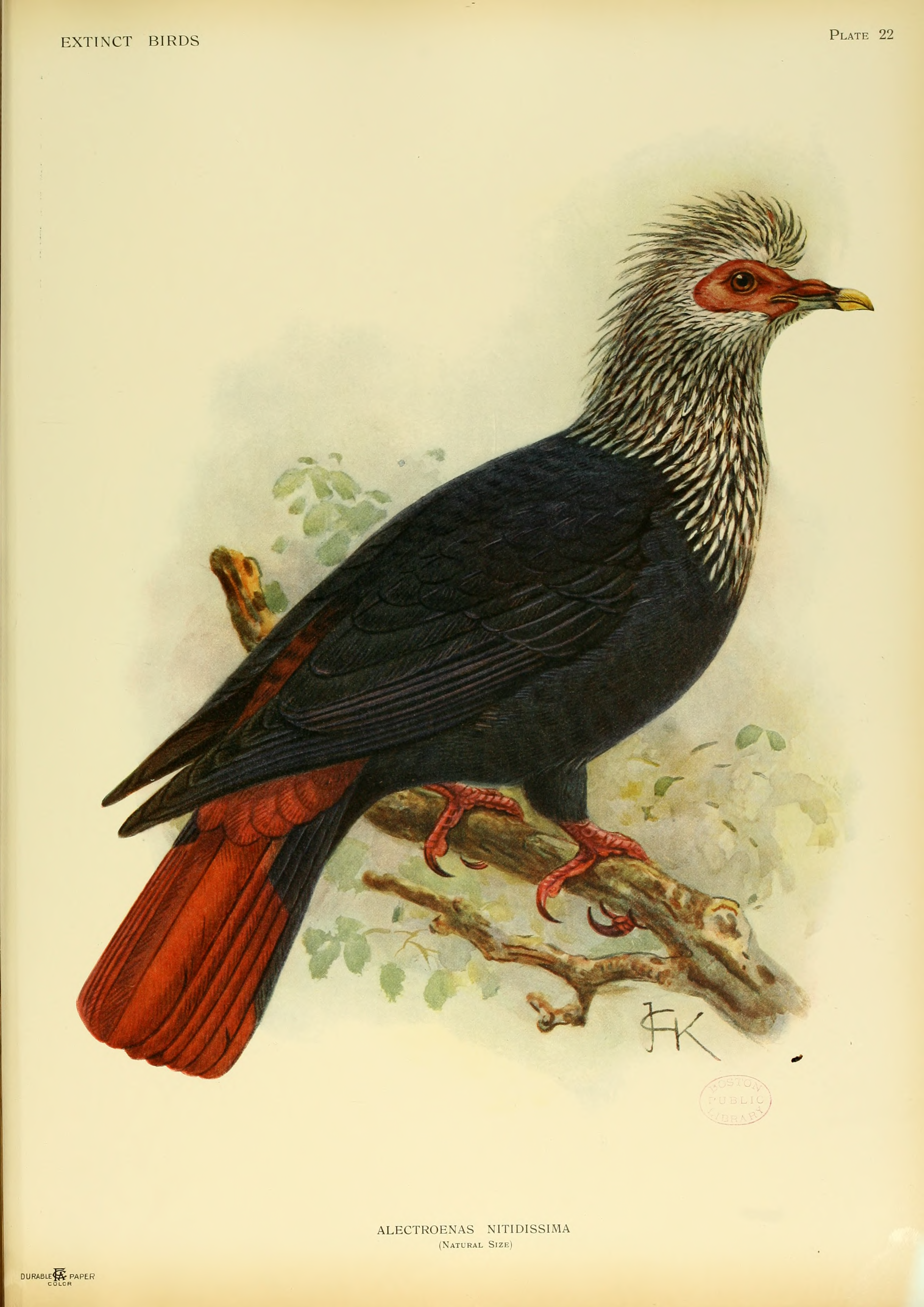
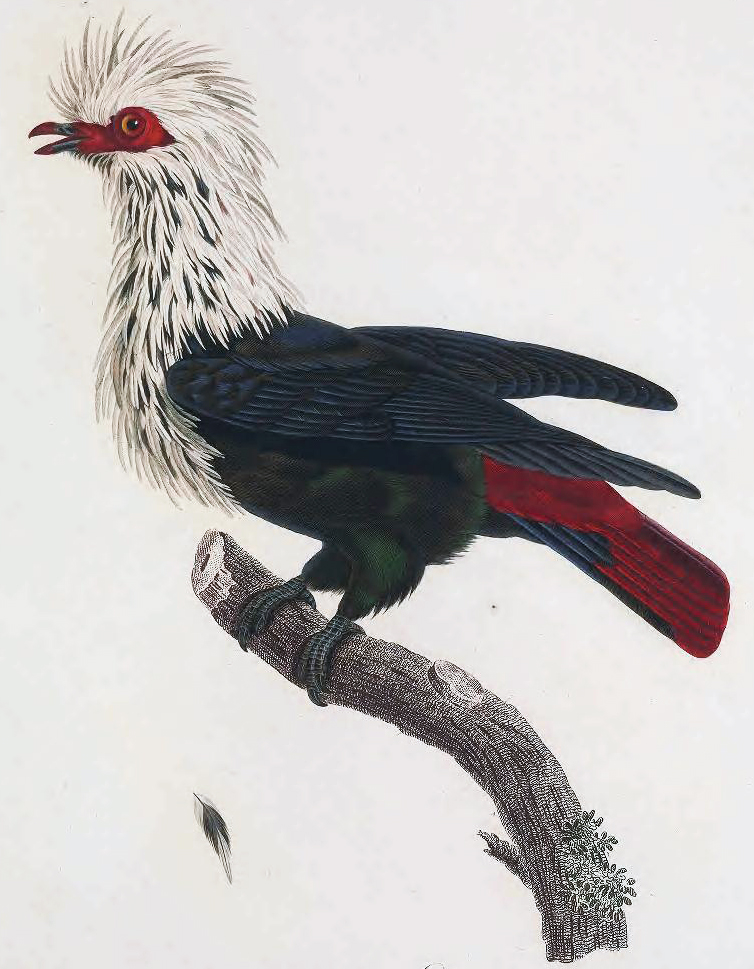
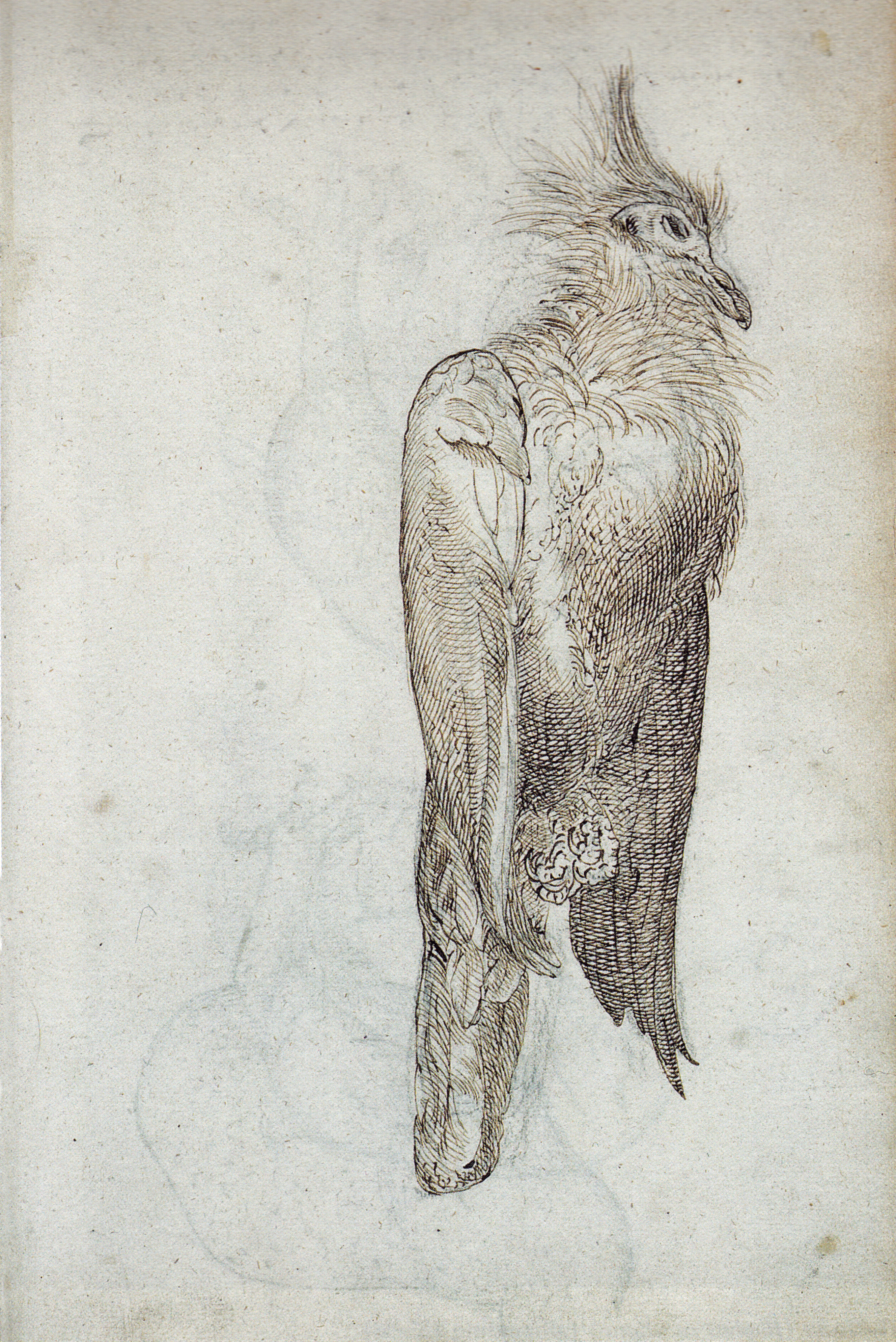
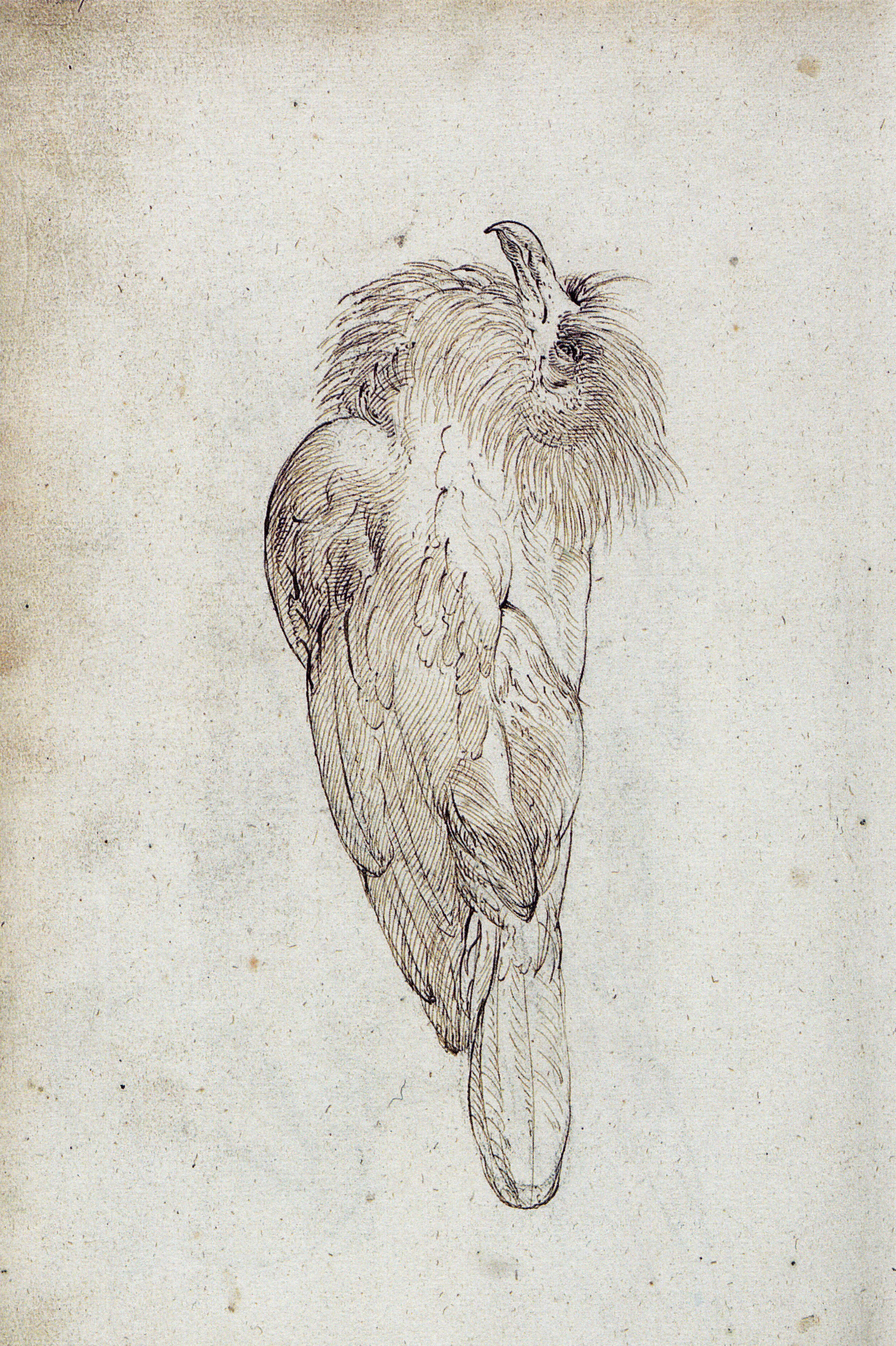